# بشنيخة
بشنيخة هي حلوى مغربية الأصل، تعد من بين أشهر الحلويات المغربية التقليدية التي تحضر في رمضان، وتسمى أيضاً شباكية بشنيخة، لكونها تشبه قليلا الشباكية المغربية، إلا أنها أصغر منها وطرية ومقرمشة، ويجدر بالذكر أن هذه الحلوى تختلف في مكونات تحضيرها من منطقة مغربية إلى أخرى.

## أصل الكلمة
سميت «بشنيخة» بهذا الاسم لشبهها بعصيات البشنيخة التي تستعمل في تنقية الأسنان من العوالق والشوائب.

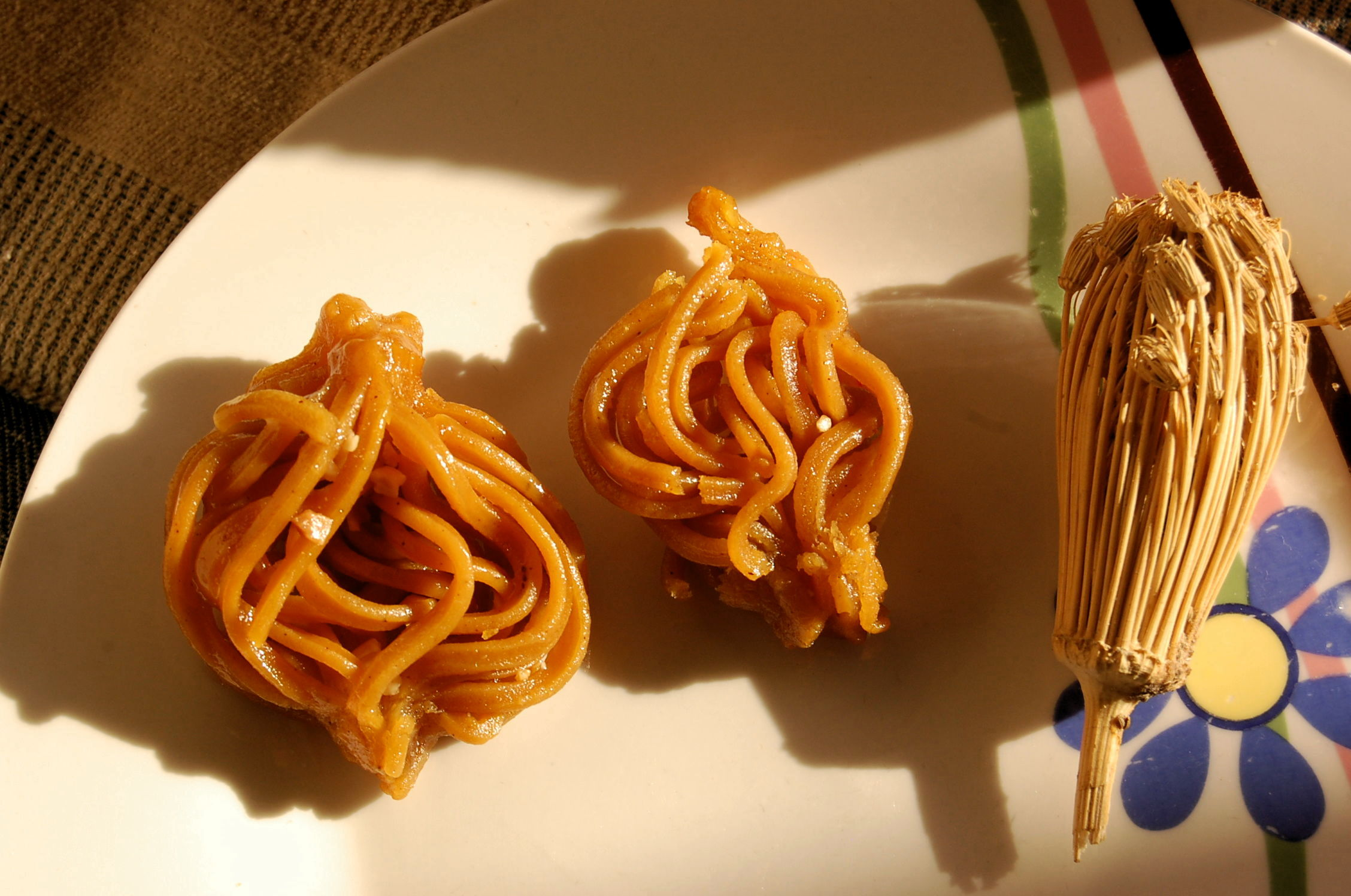
حلوة بشنيخة وعصية بشنيخة

## المكونات
- زلافة زبدة مذوبة
- زلافة حليب
- القليل من الملح
- ملعقة صغيرة خميرة الخبز
- ملعقة صغيرة خميرة الحلوى
- دقيق حسب الخليط
- زيت للقلي
- عسل
- ماء زهر، زعفران، بيض (اختياري)[2]

## طريقة التحضير
1. نقوم بمزج المكونات مع بعضها حتى نحصل على عجينة متجانسة ومتماسكة
2. نشكل كرات ونبسط كل كرة بالمدلك
3. نمررها في الآلة الحديدية الخاصة بتحضير سباكيتي فنحصل على أشرطة رفيعة
4. نضعها فوق طاولة العمل ونجمع كل 6 شرائط مع بعضها ونحاول الضغط بأصبعين على طول الشريط بحيث تصبح لدينا حليوات محددة ومعلمة بالأصبع
5. نقطعها بالسكين، نقليها في الزيت حتى تتحمر
6. مباشرة نضعها في العسل وتصفى وترش باللوز المجروش أو جنجلان ويمكن إضافة أوراق الورد أيضاً للتزيين

## روابط خارجية
شُمِيشة:شباكية بشنيخة